# Aphanogmus perfoliatus
Aphanogmus perfoliatus är en stekelart som först beskrevs av Nees von Esenbeck 1834.  Aphanogmus perfoliatus ingår i släktet Aphanogmus och familjen pysslingsteklar. Arten är reproducerande i Sverige. Inga underarter finns listade i Catalogue of Life.